# Gervaise van Bazoches
Gervaise van Bazoches (overl, mei 1108) was vorst van Galilea en heer van Tiberias.
Hij was een Franse kruisvaarder afkomstig uit Bazoches-sur-Vesles. Voordat hij deel nam aan de Eerste Kruistocht was hij gedelegeerd afgezant in Mont-Notre-Dame. In het Heilige land was hij een officier onder Boudewijn I van Jeruzalem, die hem in 1106 het bezit gaf van Galilea na het overlijden van Hugo van Sint-Omaars. In mei 1108 werden Gervaise met zijn manschappen van tachtig ruiters en tweehonder infantaristen verslagen door Toghtekin, atabeg van Damascus, Gervaise werd gevangengenomen. Toghtekin stelde voor om de steden Akko, Haifa en Tiberias samen met een redelijk losgeld aan hem over te geven in ruil voor de vrijlating van Gervaise. Boudewijn weigerde echter en wilde alleen een buidel zilverstukken betalen. Gervaise werd echter evenals zijn voorganger geëxecuteerd. Na zijn dood nam Tancred opnieuw Galilea onder zijn hoede.